# قفص

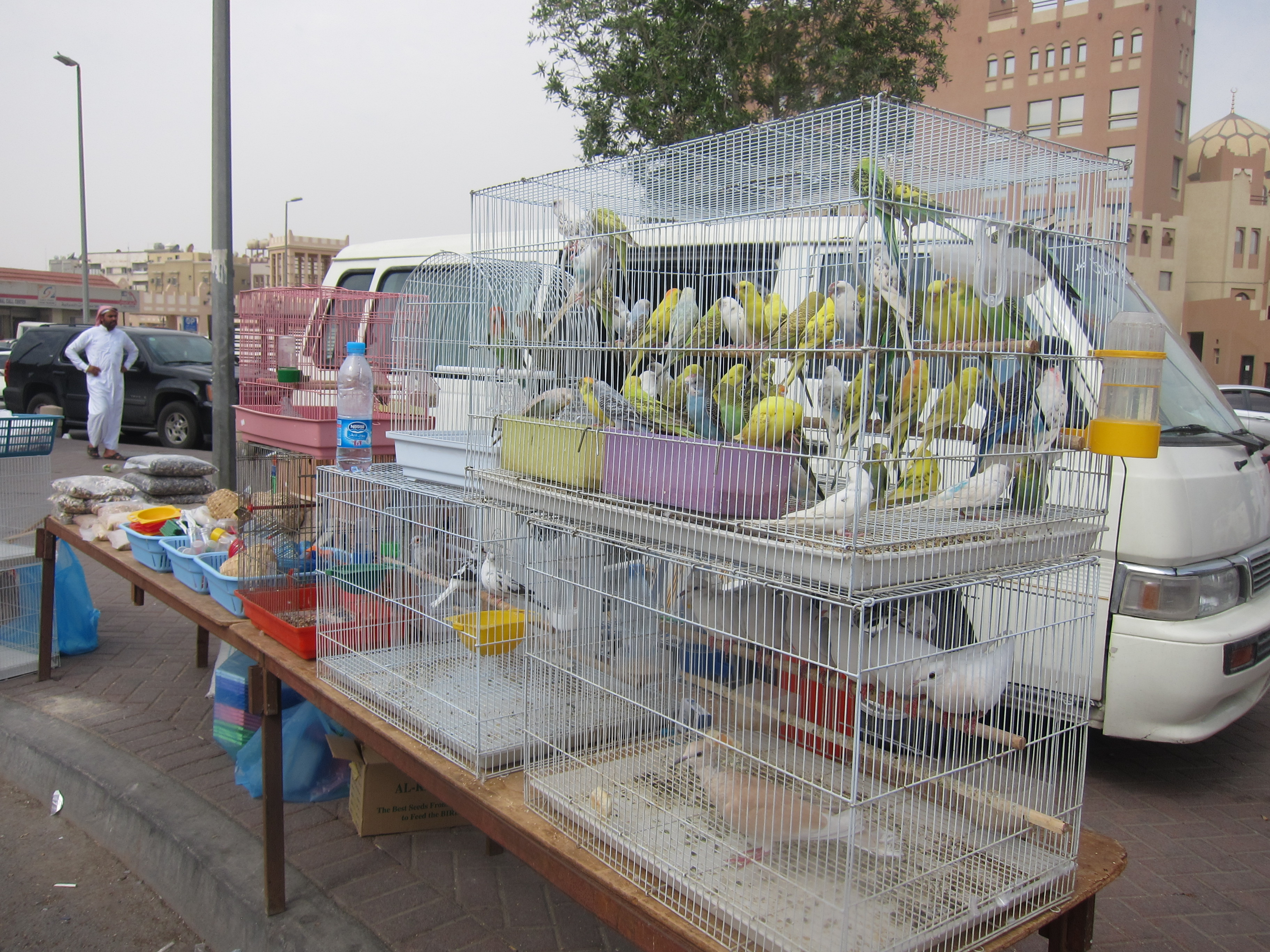
أقفاص تحبس بداخلها طيور.

القَفَص (الجمع: أَقْفَاص) هو صندوق محاط بالشبك أو الأسلاك أو القضبان ويستخدم عادة لحفظ أو حماية الحيوانات سواء في الأسر أو للعرض في حديقة الحيوانات.